# 圣皮埃尔迪吕布
圣皮埃尔迪吕布（法語：Saint-Pierre-d'Irube，法語發音：[sɛ̃ pjɛʁ diʁyb]）是法国大西洋比利牛斯省的一个市镇，位于该省西部，属于巴约讷区。

## 地理
圣皮埃尔迪吕布（43°28'35"N, 1°27'32"W）面积7.68 平方千米，位于法国新阿基坦大区大西洋比利牛斯省，该省份为法国东南部省份，涵盖了贝阿恩与北巴斯克，西临大西洋比斯開灣，北至朗德省，东北接热尔省，东临上比利牛斯省，南与西班牙接壤。
与圣皮埃尔迪吕布接壤的市镇（或旧市镇、城区）包括：巴约讷、穆盖尔、维勒弗朗克。
圣皮埃尔迪吕布的时区为UTC+01:00、UTC+02:00（夏令时）。

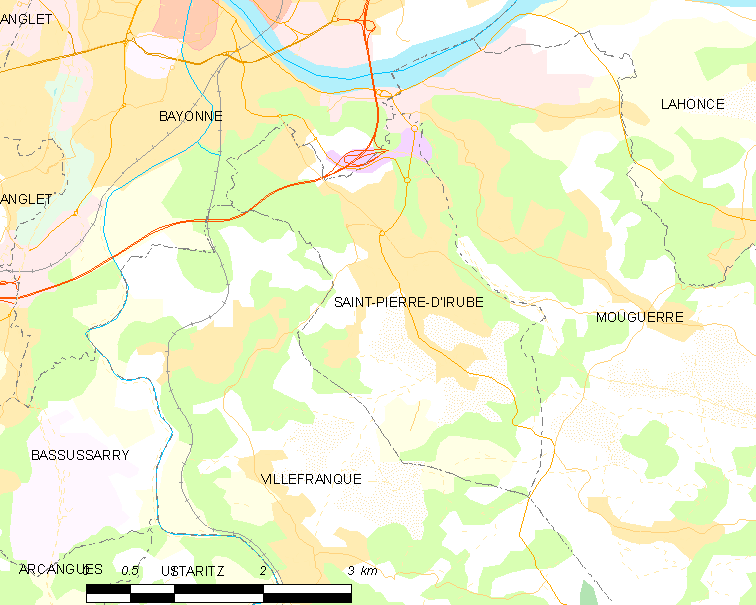
圣皮埃尔迪吕布的OSM定位图

## 行政
圣皮埃尔迪吕布的邮政编码为64990，INSEE市镇编码为64496。

## 政治
圣皮埃尔迪吕布所属的省级选区为尼夫-阿杜尔县。

## 人口

1962-2008年间圣皮埃尔迪吕布人口变化图示

圣皮埃尔迪吕布于2022年1月1日时的人口数量为5779人。